# McLaren MP4-30
De McLaren MP4-30 is een Formule 1-auto, die in 2015 werd gebruikt door het Formule 1-team van McLaren. Het is de eerste McLaren met een Honda-motor sinds de McLaren MP4/7A uit 1992, en voor het eerst dat Honda de motor levert voor een Formule 1-team sinds 2008.

## Onthulling
Op 29 januari 2015 werd de auto onthuld door middel van een video op het YouTube-kanaal van het team. De auto wordt bestuurd door de voormalig wereldkampioenen Jenson Button en Fernando Alonso, die voor het eerst sinds 2007 weer voor het team rijdt.
Ferrari SF15-T ·
Force India VJM08 ·
Lotus E23 Hybrid ·
Marussia MR03B ·
McLaren MP4-30 ·
Mercedes F1 W06 Hybrid ·
Red Bull RB11 ·
Sauber C34 ·
Toro Rosso STR10 ·
Williams FW37